# Mindre trastsydhake
Mindre trastsydhake (Amalocichla incerta) är en fågel i familjen sydhakar inom ordningen tättingar.

## Utbredning och systematik
Mindre trastsydhake delas in i tre underarter:
- A. i. incerta – förekommer i Arfakbergen på västra Nya Guinea
- A. i. olivascentior – förekommer i Wandamman och Weyland till Sudirmanbergen på västra Nya Guinea
- A. i. brevicauda – förekommer i bergstrakter på östra och sydöstra Nya Guinea

Underarten olivascentior inkluderas ofta i brevicauda.

## Status
IUCN kategoriserar arten som livskraftig.